# Rotten.com
Rotten.com var et website, der eksisterede fra 1996-2012, som var kendt som et choksite. Siden indeholdt billeder og tekst om livets barske realiteter i form af ulykker, selvmord og mord. 
| Internet | Spire Denne internet-relaterede artikel er en spire som bør udbygges. Du er velkommen til at hjælpe Wikipedia ved at udvide den. |